# Секунда на подвиг
«Секу́нда на по́двиг» (кор. 영원한 전우, «Незабываемый соратник») — советско-корейский двухсерийный художественный фильм 1985 года. Военно-исторический фильм о подвиге лейтенанта Советской армии Якова Новиченко, спасшего на пхеньянском митинге 1 марта 1946 года Ким Ир Сена от брошенной в него гранаты.

## Сюжет
После освобождения в августе 1945 года Красной армией Северной Кореи от японского господства младший лейтенант Яков Новиченко остаётся с корейцами помогать им восстанавливать разрушенную страну. Но в стране по-прежнему неспокойно: потерявшие власть и собственность богатые слои корейцев вместе с американскими военными советниками готовят террористический заговор против Ким Ир Сена с целью его свержения.
1 марта 1946 года в Пхеньяне открывается митинг, посвящённый 27-й годовщине Первомартовского антияпонского движения в Корее. На митинге начинает выступать Председатель Временного народного комитета Северной Кореи Ким Ир Сен. Неожиданно из толпы один из заговорщиков бросает в его сторону гранату. Младший лейтенант Новиченко быстро подбегает к ней, берёт в руку и, не зная куда её бросить, ложится на неё своим телом. Граната разрывается, однако книга, которую случайно положил под шинель советский офицер, спасает ему жизнь. Тяжело раненного Новиченко уносят товарищи, а Ким Ир Сен продолжает своё выступление. Митинг продолжается. Заговор провалился.
Врачи спасли жизнь Якову Новиченко, но он потерял правую руку. Фильм заканчивается его визитом в Северную Корею в 1984 году.

## В ролях
- Андрей Мартынов — Яков Новиченко
- Чхве Чхан Су — Ли Чан Хек
- Олег Анофриев — Гуренко, комбат
- Чон Йон Хи — Чо Сун Ен
- Ли Сон Гван — Чо Гван Се
- Ли Ен Ир — Ким Ир Сен
- Наталья Аринбасарова — медсестра
- Ирина Шевчук — Мария Новиченко
- Марина Левтова — Раиса Новиченко
- Лим Ми Ен — Сун Э
- Пак Чан Юн — Квон Док Суль
- Владимир Антоник — Иван Новиченко
- Вячеслав Баранов — Печкин
- Кан Вон Сук — Квон Хен Тхяк
- Лим Ин Гун — Ко Даль Мин
- Виктор Филиппов — Бобырь
- Владимир Ферапонтов — Самохин
- Александр Белявский — Чистяков
- Юрий Саранцев — Романенко
- Вадим Захарченко — главврач
- Вадим Грачёв — маршал Мерецков
- Хан Дин Соп — О Сен Чхиль

## Съёмочная группа
- Режиссёры: Эльдор Уразбаев, Ом Гиль Сон
- Сценаристы: Александр Бородянский, Пэк Ин Чжун
- Операторы: Элизбар Караваев, Чон Ик Хан
- Художники-постановщики: Константин Форостенко, Ким Чхоль Хон
- Композиторы: Эдуард Артемьев, Ко Су Ен
- Звукооператоры: Семён Литвинов, Ли Схун Ел
- Директор картины Борис Криштул